# Peter Nagel (General)
Peter Nagel (* 24. November 1945) ist ein deutscher Generalmajor außer Dienst des Heeres der Bundeswehr.

## Leben
Nagel absolvierte von 1978 bis 1980 den 21. Generalstabslehrgang Heer an der Führungsakademie der Bundeswehr in Hamburg, wo er zum Offizier im Generalstabsdienst ausgebildet wurde. Er arbeitete im Bundesministerium der Verteidigung in Bonn in der militärpolitischen Abteilung und als Berater beim Verteidigungsausschuss des Bundestages und gehörte zudem einer Delegation von Bundestagsabgeordneten an, die in das Thema des Abzuges der sowjetischen Streitkräfte 1994 einbezogen war. 
Nach seiner Zeit im diplomatischen Dienst als Militärattaché in Spanien war Oberst Nagel vom 29. September 1995 bis zum 25. September 1998 Kommandeur der Panzergrenadierbrigade 38 „Sachsen-Anhalt“ in Weißenfels. In Nagels Zeit als Brigadekommandeur fällt eine am 12. August 1996 geschlossene Partnerschaftsvereinbarung zwischen der Brigade und der Industrie- und Handelskammer Halle-Dessau, die bis zur Auflösung der Brigade 2002 bestand.
Am 25. September 1998 übergab Oberst Peter Nagel die Panzergrenadierbrigade 38 an Oberst Alois Bach.
Daraufhin nahm Nagel einen Dienst als Militärattaché an der Deutschen Botschaft in Moskau auf.
Vom 1. September 2002 bis zum September 2003 war Nagel stellvertretender Befehlshaber des Heeresführungskommandos in der Koblenzer Falckenstein-Kaserne mit Axel Bürgener als Befehlshaber. Von 2003 bis 2006 war er Leiter der Stabsabteilung Fü S III (Militärpolitik und Rüstungskontrolle) des Führungsstabs der Streitkräfte beim Bundesministerium der Verteidigung in Berlin.
Nagel hält Vorträge und Reden zu sicherheits-, europa- und friedenspolitischen Themen sowie zur Erinnerungskultur an deutsche und europäische Ereignisse und nahm u. a. im Jahr 2006 noch als Stabsabteilungsleiter III im Führungsstab der Streitkräfte
des Bundesministeriums der Verteidigung an den Bensberger Gesprächen zum Thema Europa in der Krise?, die nach eigener Aussage ein etabliertes Veranstaltungsformat, das jährlich in Zusammenarbeit mit dem Bundesverteidigungsministerium angeboten wird und hoch aktuelle sicherheitspolitische Fragestellungen aufgreife, sind, teil.
Nagel lebt in Naumburg (Saale).